# Tristan Ulysses Hutgens
Tristan Ulysses Hutgens (* 1994 in Düsseldorf) ist ein deutscher Bildhauer und Fotograf.

## Leben und Werk

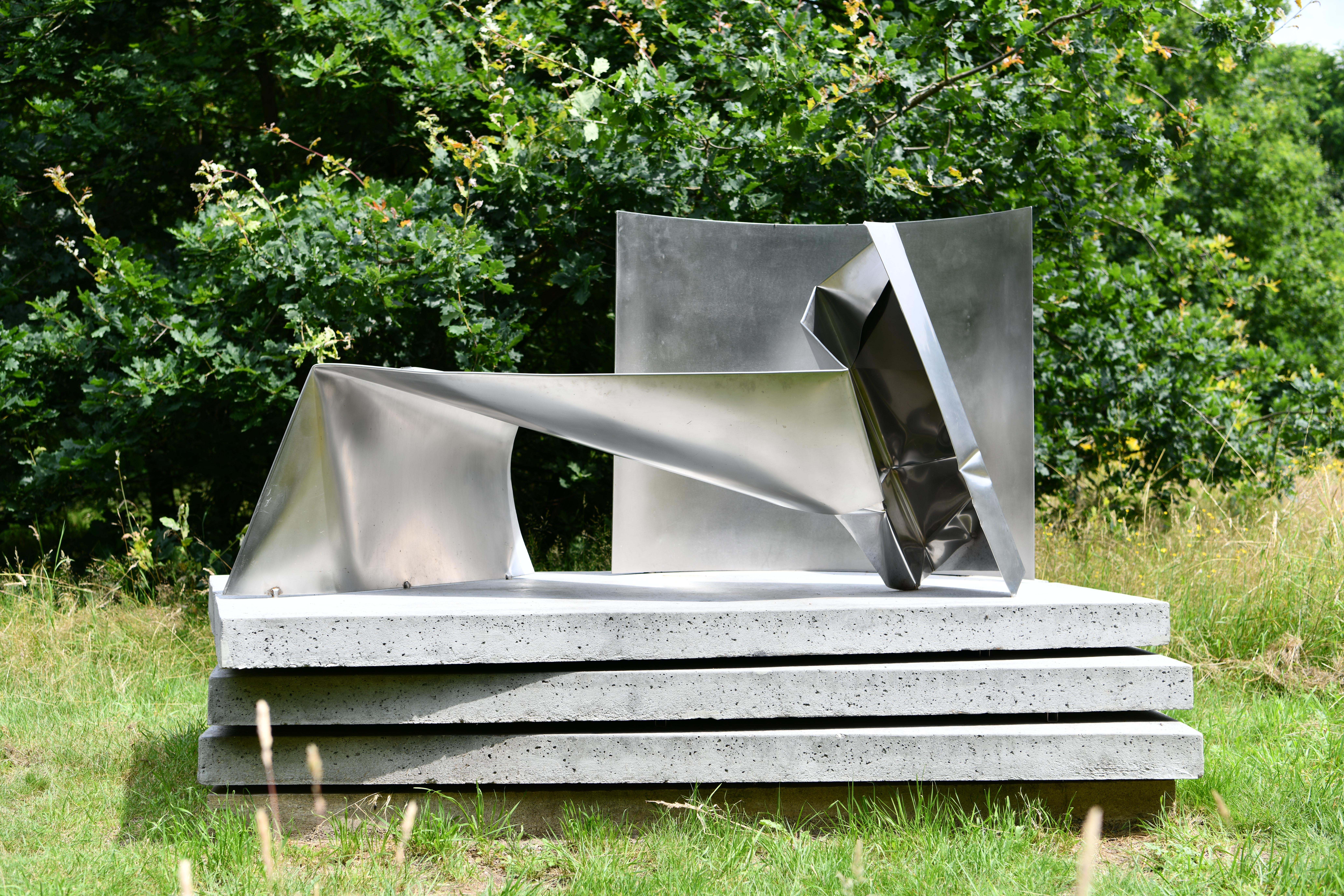
Edelstahlplastik Phoibos am Latumer Kunstpfad, 2021

Hutgens lebt und arbeitet in Düsseldorf, Meerbusch und Paris. Er ist in seinen Arbeiten auf der Suche nach der Essenz des Materials. Seine Werke thematisieren die Umwandlung des Materials in der Skulptur durch den Eingriff des Menschen als spezifisch kulturell geprägtes Wesen. Hutgens studierte von 2014 bis 2019 bei Didier Vermeiren und Koenraad Dedobbeleer Bildhauerei  an der Kunstakademie in Düsseldorf. Im Jahr 2019 studierte er an der École nationale supérieure des beaux-arts de Paris bei Patrick Tosani.
Hutgens Arbeiten basieren auf einem experimentellen Umgang mit dem Material. Er geht dabei dem Wesen der Materie und ihrem Ausdruck nach. Diese resultiert aus einem stimulierenden Umgang mit dem Material, um die inneren Strukturen zu offenbaren. Seine Herangehensweise ermöglicht es ihm, im Prozess zu handeln und Entscheidungen zu treffen. Dadurch werden seine Arbeiten gleichzeitig zu Kondensaten seiner Eingriffe. Dies setzt aber auch voraus, dass der Künstler unter anderem die Werkzeuge zur Bearbeitung eigens herstellt und die Materialien transformiert.
In der Fotografie verfolgt er einen ähnlichen Ansatz. Er erweitert das Medium für sich dahingehend, dass sie Bestandteil seines bildhauerischen Prozesses wird. Auf diese Weise verschieben sich die Grenzen zwischen Bildhauerei und Fotografie. Für die Umsetzung nutzt Hutgens sowohl analoge als auch digitale bildgebende Verfahren. Skulpturen bzw. skulpturale Momente werden mitunter durch die Reduktion der verschiedenen Bildebenen (Hintergrund, Mittelfeld, Vordergrund), auf eine ihrer Facetten reduziert, wodurch Verhältnisse innerhalb des Bildraumes hervorgehoben werden. Dies gelingt Hutgens unter anderem auch, indem er Verfahren wie z. B. den Gummidruck, Silbergelatineabzug oder C-Print kombiniert. Ferner werden Elemente wie die Relation zwischen positiv-negativ, Schärfe-Unschärfe, sowie dessen "Reframing" im Sinne des Hervorhebens einzelner Bildausschnitte aufgegriffen.

## Ausstellungen (Auswahl)
- 25. Mai bis 1. Juli 2018: Perpetuum Mobile (Gruppenausstellung), Essen, Folkwang Museum[5]
- 8. bis 22. Dezember 2018: Fachwerk (Gruppenausstellung), Mettmann, Kunsthaus Mettmann[6]
- 12. Februar bis 21. März 2021: Coming To Voice (Gruppenausstellung), Düsseldorf, Kunstsammlung Nordrhein-Westfalen[7]
- 2. März bis 4. April 2021: Des feux comme des aurores (Gruppenausstellung), Paris, École nationale supérieure des beaux-arts de Paris[8][9]
- Seit 11. April 2021: Kunstpfad Latumer See (Dauerausstellung, Gruppe, Freiluft), Latum[10]
- 4. und 5. September 2021: Tage der Kunst (Gruppenausstellung), Schwalmtal, diverse Ausstellungsorte, hier: Boutique Lafayette[11][12]
- 4. September bis 10. Oktober 2021:  Science-Ex – timeless travels (Gruppenausstellung), Dortmund, Künstlerhaus Dortmund[13]
- 3. Oktober 2022 bis 29. Januar 2023: Mondes vécus (Gruppenausstellung), Paris, Galerie Graf[14]

## Auszeichnungen und Stipendien
- 2021: Sonderförderprogramm NEUSTART KULTUR der Stiftung Kunstfonds[15]
- 2022: Finalist des Kunstpreises des Landes Nordrhein-Westfalen[16]
- 2020: New Talents Förderpreis, Neue Galerie Gladbeck[17]
- 2023: Residency Cité Internationale des Arts Paris